# III. Napóleon francia császár
III. Napóleon (született: Charles Louis Napoléon Bonaparte; Párizs, Első Francia Császárság, 1808. április 20. – Chislehurst, Kent, Nagy-Britannia, 1873. január 9.), előbb Franciaország elnöke 1848 és 1852 között, majd a franciák császára 1852-től. 1870. szeptember 4-én fosztották meg hatalmától, miután Sedannál vereséget szenvedett a poroszoktól és fogságba esett. Ő volt a francia történelem első elnöke, harmadik császára, egyben utolsó monarchája.
Uralkodását megelőzően Louis Napoléon Bonaparte néven volt ismeretes, a korabeli magyar sajtóban Napóleon Lajos néven szerepelt. Párizsban született Louis Bonaparte holland király és Hortense de Beauharnais harmadik fiaként. Nagybátyja, I. Napóleon császár bukását követően sokáig száműzetésben élt, majd miután visszatérhetett hazájába, uralkodóháza és a bonapartisták vezetője lett. Louis Napoléon vált a Második Francia Köztársaság első – és egyetlen – elnökévé, miután megnyerte az 1848-as elnökválasztást. Mivel az alkotmány értelmében nem választhatták újra, így 1851 decemberében erőszakkal magához ragadta a hatalmat, majd „a franciák császárának” kiáltotta ki magát, ezzel megalapítva a Második Francia Császárságot, ami egészen 1870-ig állt fenn a vezetése alatt.
A népszerű császár modernizálta országa mezőgazdaságát és vasúthálózatát, korszerűsítette a bankrendszert, Nagy-Britanniával szabadkereskedelmi megállapodást ütött nyélbe. Szociális reformjai között szerepelt a munkások szervezkedési és sztrájkjogának biztosítása, valamint a nők egyetemre való jogának lehetővé tétele is. Uralkodása alatt épültek ki Haussmann báró vezénylete alatt Párizs ma is ismert széles sugárútjai és parkjai. Külpolitikája hatására országa újból nagyhatalommá lett: a krími háborúban a britekkel szövetkezve legyőzte az Orosz Birodalmat, majd a risorgimento támogatásával a szárd–francia–osztrák háborúban csapást mért Ausztriára, egyúttal országa annektálta Savoyát és Nizzát. A császár kiterjesztette a francia gyarmatbirodalmat, megkétszerezve annak területét, valamint országa haditengerészetét a világ második legnagyobbikájává tette.
1866-tól Napóleonnak Poroszország növekvő hatalmával kellett szembenéznie, ugyanis Otto von Bismarck porosz miniszterelnök és vezetése a német területek egyesítésére törekedett. 1870 júliusában a császár a francia közvélemény nyomására vonakodva ugyan de hadat üzent Poroszországnak. A francia hadsereg hamar vereséget szenvedett, Napóleon pedig Sedanban fogságba került. A porosz hadsereg ezt követően elfoglalta Párizst, a császárt és rendszerét megbuktatta és letaszította trónjáról, kikiáltva ezzel a Harmadik Köztársaságot. A német fogságból szabadulva, száműzetésbe vonult Nagy-Britanniába, ahol 1873-ban halt meg egy műtét következtében.

## Ifjúsága
Charles-Louis Napoléon Bonaparte herceg édesapja Louis Bonaparte volt, Napoléon Bonaparte öccse, 1806–1810 között I. Lajos néven Hollandia királya. Édesanyja Hortense de Beauharnais hercegnő, Jozefina császárnénak és első férjének, Alexandre de Beauharnais márkinak leánya. Charles-Louis herceg szüleinek harmadik fiaként született 1808. április 20-án Párizsban. A szülők házassága megromlott, 1810 után már külön éltek, bár hivatalosan nem válhattak el. Anyja, Hortense hercegnő utóbb meglehetősen szabados életet élt, 1811-ben egy házasságon kívüli fia is született, Louis-Napoléon herceg féltestvére.
A waterlooi csata és I. Napóleon császár végleges bukása után Louis-Napoléon herceg a svájci Thurgau kantonban, az Arenenberg kastélyban élt anyjával, aki belenevelte a nagy múlt emlékét és a nagy jövő reményét. Ezek később III. Napóleon életfelfogásának alappilléreivé váltak. 1831-ben az itáliai Romagna tartományba szökött bátyjával, hogy a pápaság ellen lázadó olaszokhoz csatlakozzon. A kaland rossz véget ért: bátyja, Napoléon-Louis Bonaparte egy járványban odaveszett, őt magát pedig csak anyja tudta kicsempészni az osztrák gyűrűből brit útlevéllel.

## Korai kalandos kudarcok
Franciaországban sokáig nem vállalt szerepet, mert svájci állampolgársága miatt a korabeli törvények értelmében nem lehetett francia állampolgár. Csak 1845-ben kapta vissza elveszett jogait.
II. Napóleonnak, (a „Sasfióknak”) halála (1832) után és rokonai passzivitása miatt Louis-Napoléon herceg a Bonaparte család rangidős tagjának érezte magát (két fivére korábban meghalt), és a bonapartisták élére állt. Első kísérlete a hatalom átvételére 1836. október 30-án, reggel 6 órakor történt: néhány társával betört egy strasbourg-i tüzérlaktanyába, és megpróbálta fellázítani a katonákat. 8 órára már börtönben ült, és köznevetség tárgyát képezte. Lajos Fülöp király nem tulajdonított nagy jelentőséget a hamvába holt puccsnak, Napóleont hajóra tette, és 16 000 frank útiköltséggel Amerikába küldte. Ő azonban nem adta fel terveit.
1840. augusztus 6-án már 56 támogatójával szállt partra Boulogne-sur-Mer közelében, és a város helyőrségét próbálta a maga oldalára állítani. Ismét kudarcot vallott, noha első próbálkozásához képest sikeres volt: csak három és fél óra múlva kapták el, igaz, rosszabb állapotban, mert menekülés közben beleesett a tengerbe. Ekkor már a törvény is kíméletlenül lesújtott. Napóleon 6 évig ült Ham erődjében luxuskörülmények között: egy kétszobás lakosztályban éldegélt, még inasa is volt. Börtönévei alatt két gyermeket is nemzett egy környékbeli varrónővel. 1846-ban végül megszökött, kihasználva az erődben folyó építkezéseket: munkásruhát és parókát szerzett, és arcát egy vállán cipelt deszkával eltakarva kisétált a kapun. A közvélemény nem reagált az esetre, de Louis-Napoléon herceg egyre biztosabb lett a sikerben. Új akciót egyelőre nem szervezett, mert várta a kedvező lehetőséget, ami hamarosan el is érkezett.

## A Francia Köztársaság elnöke
1848 februárjában a forradalom hírére Párizsba sietett, de a köztársaság vezetői távozásra szólították fel. Ő ebbe belenyugodott, hogy ezzel is hazafiságát bizonyítsa. Az áprilisi nemzetgyűlési választásokon nem indult, bár három Bonaparte-ot megválasztottak. A júniusi pótválasztásokon négy helyen is megválasztották, de visszautasította a jelöléseket, mondván: „Nevem a rend, a hazafiság és a dicsőség szimbóluma. A legmélyebb fájdalommal látnám, ha a haza megosztására használnák fel.” A véresen levert júniusi munkásfelkelés idején is Londonban tartózkodott, és csak a szeptemberi pótválasztások idejére tért vissza Franciaországba. Öt helyen győzött úgy, hogy rosszul beszélt franciául, nem volt állandó lakhelye, és a családját száműző 1832-es törvényt (loi d’exile) sem vonták vissza. Mint Victor Hugo is meglátta: „Nem egy herceg tért vissza, hanem egy eszme. A nép 1815 óta várja Napóleont. Nem a boulogne-i csetepaté résztvevőjét választotta képviselővé, hanem a jénai győztest.” A decemberi köztársaságielnök-választáson a szavazatok 3/4-ét elnyerte, pusztán nevének köszönhetően. 20-án letette a hivatali esküt, és beköltözött az Élysée-palotába.

## Elnökből császár

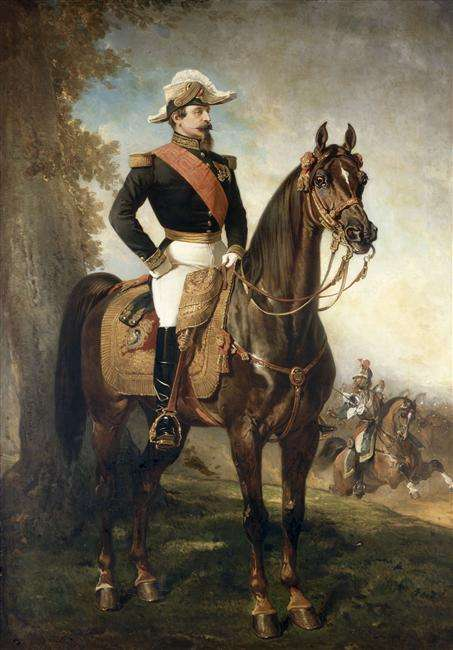
A császár egy hivatalos portréja

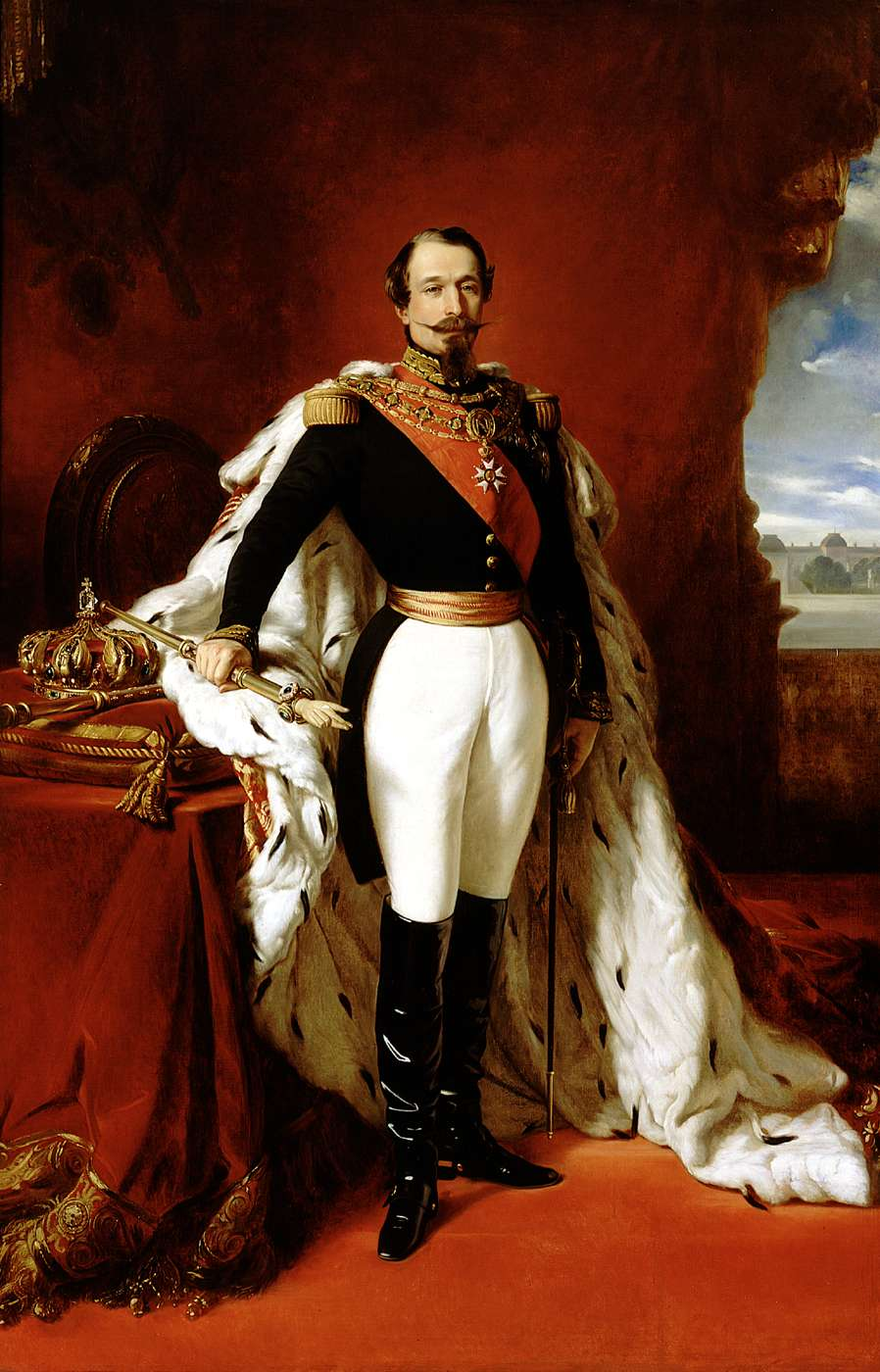
III. Napóleon császári öltözetben

A herceg-elnök következetesen képviselte azt a politikát, amire saját megfogalmazása szerint neve kötelezte: „(A Bonaparte név) a belügyekben tekintélyt, vallást, jólétet jelent, a külügyekben nemzeti méltóságot”. Eleinte hangsúlyozta, hogy a nemzetgyűléssel szorosan együttműködik, de már 1849 októberében annak véleménye ellenére saját híveiből alakított kormányt. A vidéki körútjai révén egyre népszerűbb elnök adósságokat halmozott fel, és tudta, leköszönése után (nem indulhatott újra a választáson) az adósok börtöne várja. A nemzetgyűlés is vizsgálatokkal fenyegette, így felmerült az eshetőség, hogy élete is veszélyben forog. Csak egyetlen lehetősége maradt, melyet meg is ragadott: az államcsíny. Ezt ügyesebben tervezte meg és hajtotta végre, mint nagybátyja: a rendőrség és a hadsereg vezetését saját hívei közül jelölte ki, belügyminisztere pedig féltestvére, Morny lett. Az austerlitzi csata évfordulóján, 1851. december 2-án a hadsereg megszállta Párizst, feloszlatták a nemzetgyűlést, aktívabb tagjait pedig le is tartóztatták.
Az elnök a demokrácia megmentőjének szerepében tetszelgett, kihasználva a nemzetgyűlés egy baklövését, amikor 1850-ben korlátozta a választójogot. Puccsa napján még népszavazást is kiírt arról, hogy reformjait szükségesnek tartják-e a franciák, amin elsöprő többséggel az „igen” győzött. Nem is csoda, hogy az államcsíny napján a republikánusok Párizsban alig 300 embert tudtak mozgósítani, akiket könnyűszerrel levertek. A déli megyékben viszont már nagyobb republikánus zavargások voltak. 26 000 személyt letartóztattak, kb. 10 000 főt Algériába, 240-et pedig Guyanába deportáltak. Mintegy 5000 személy került rendőri felügyelet alá. Az események emléke korabeli források szerint élete végéig nyomasztotta a valójában békés természetű Bonapartét.
A franciák többsége mindennek ellenére támogatta a köztársasági elnöki mandátum 10 évvel való meghosszabbítását december 21-én, sőt 1852 novemberében a császárság restaurációját is. Az új rendszert, a Második Császárságot szintén december 2-án hirdették ki, az új császár pedig III. Napóleon néven került trónra. A koronázásról lemondott, és dinasztikus kapcsolatok kiépítésére sem törekedett: szerelmi házasságot kötött, amikor egy spanyol nemes lányát, Eugenia de Montijót vette feleségül 1853-ban, akitől 1856-ban megszületett egyetlen fia, Napoléon Eugène Louis, akit halála után a bonapartisták IV. Napóleon néven császárrá kiáltottak ki, noha sohasem uralkodott. Feleségében méltó társra lelt: a művelt, intelligens Eugéniával többször megtárgyalt politikai kérdéseket, és távollétében három alkalommal régenssé nevezte ki (1859; 1865; 1870). 1853-ban sikertelen merényletet követtek el ellene.

## Kalandor külpolitika – Franciaország ismét nagyhatalom
Kalandor múltjából sokat megőrzött, gyakran bizalmasai nélkül politizált. Így teljesen függetlenül döntött a krími háborúba (1854–1856) való belépésről, ami fényes győzelmet jelentett Franciaország számára: a párizsi béketárgyalások idején ismét Európa legnagyobb hatalmának képében tetszeleghetett. A krími győzelemre egyúttal mint revánsra is tekintett, nagybátyjának az oroszoktól elszenvedett hatalmas 1812-es vereségéért.
A szintén magánpolitikai szférába tartozó itáliai ügyek már nem mentek ilyen egyszerűen. 1858-ban a Szárd–Piemonti Királysággal titkos katonai szövetségi szerződést kötött, amely az Osztrák Császárság ellen irányult. Amikor az osztrák preventív támadás bekövetkezett és francia csapatok vonultak fel a szövetséges védelmében, kirobbant a szárd–francia–osztrák háború. Az osztrák ellenállás a vártnál erősebbnek bizonyult, ennek ellenére a francia–szárd szövetségesek jelentős győzelmeket arattak a magentai és a solferinói csatákban. Az alapvetően érzékeny természetű, mélyen katolikus császár, látva a solferinói vérfürdőt (1859. június 24.), lelke mélyéig megrendült, és cserben hagyva szövetségesét, fegyverszünetet kötött Ferenc Józseffel Villafrancában. Az ennek alapján novemberben Zürichben megkötött békeszerződésben II. Viktor Emánuel szárd–piemonti király javára lemondott az Ausztriától megszerzett Lombardiáról és kibékült Ferenc Józseffel. Gyors megegyezési készségét erősítette, hogy az osztrák vereség hírére a Német Szövetség és Poroszország jelentős katonai erőt mozgósított a rajnai határ mentén. Motiválta még a gyors megegyezést, a térség fennálló hatalmi egyensúlyának fenntartása, nehogy az Osztrák Birodalom gyengülése esetleg helyzetbe hozná a megvert oroszokat, vagy az egyre jobban hanyatló Török Birodalmat. Az itáliai egységmozgalmat (risorgimento) már nem lehetett megállítani, és mivel III. Napóleon végeredményben támogatta azt, a császár – a katonai segítség és Lombardia átengedése fejében – Franciaországhoz csatolhatta a Nizzai Grófságot és Savoya hercegségét. (Ezt 1860-ban népszavazással is megerősítették.)
Franciaország befolyását III. Napóleon nemcsak Európában, hanem a más kontinenseken is igyekezett megerősíteni. Indokína gyarmatosítása felgyorsult, és a franciák a Kína ellen folytatott második ópiumháborúban is az angolok mellé álltak: 1860-ban csapataik együtt vonultak be Pekingbe. A hatvanas években (1862–1867) a császár beavatkozott a mexikói polgárháborúba, ám az általa támogatott I. (Habsburg) Miksa császárt elfogták és kivégezték Juárez csapatai. 1866-ban a Porosz Királyság legyőzte Ausztriát, mire III. Napóleon javaslatot nyújtott be a francia hadsereg modernizálására a képviselőháznak. Az azonban elutasította az indítványt, mert a jobboldal a korábbi diadalok dicsfényétől elvakultan elég erősnek látta a haderőt, a baloldal pedig a katonai ellenőrzés fokozásának szándékát látta a tervezetben. Az intézkedés elmulasztása hamarosan a császárság bukásához vezetett.

## A liberalizálódó birodalom

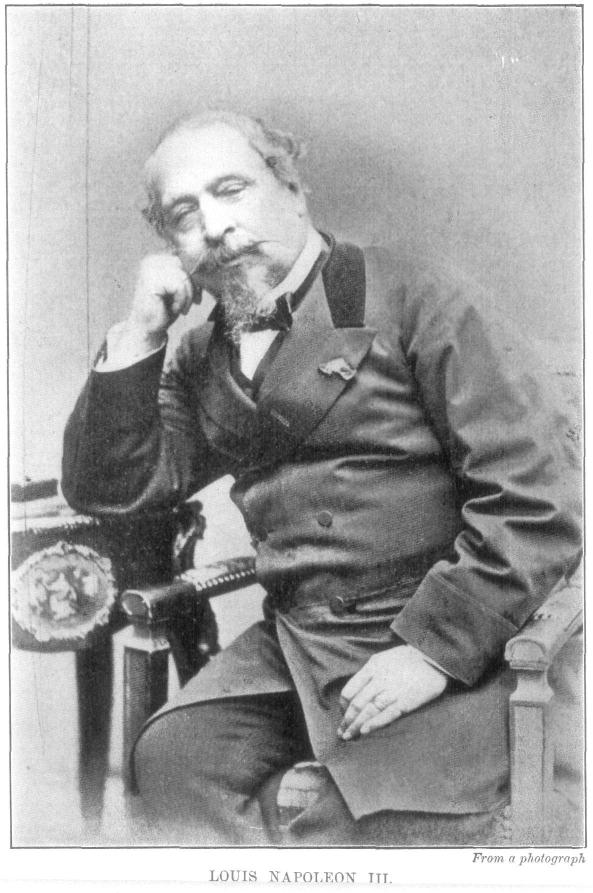
Az idős, beteg III. Napóleon Angliában

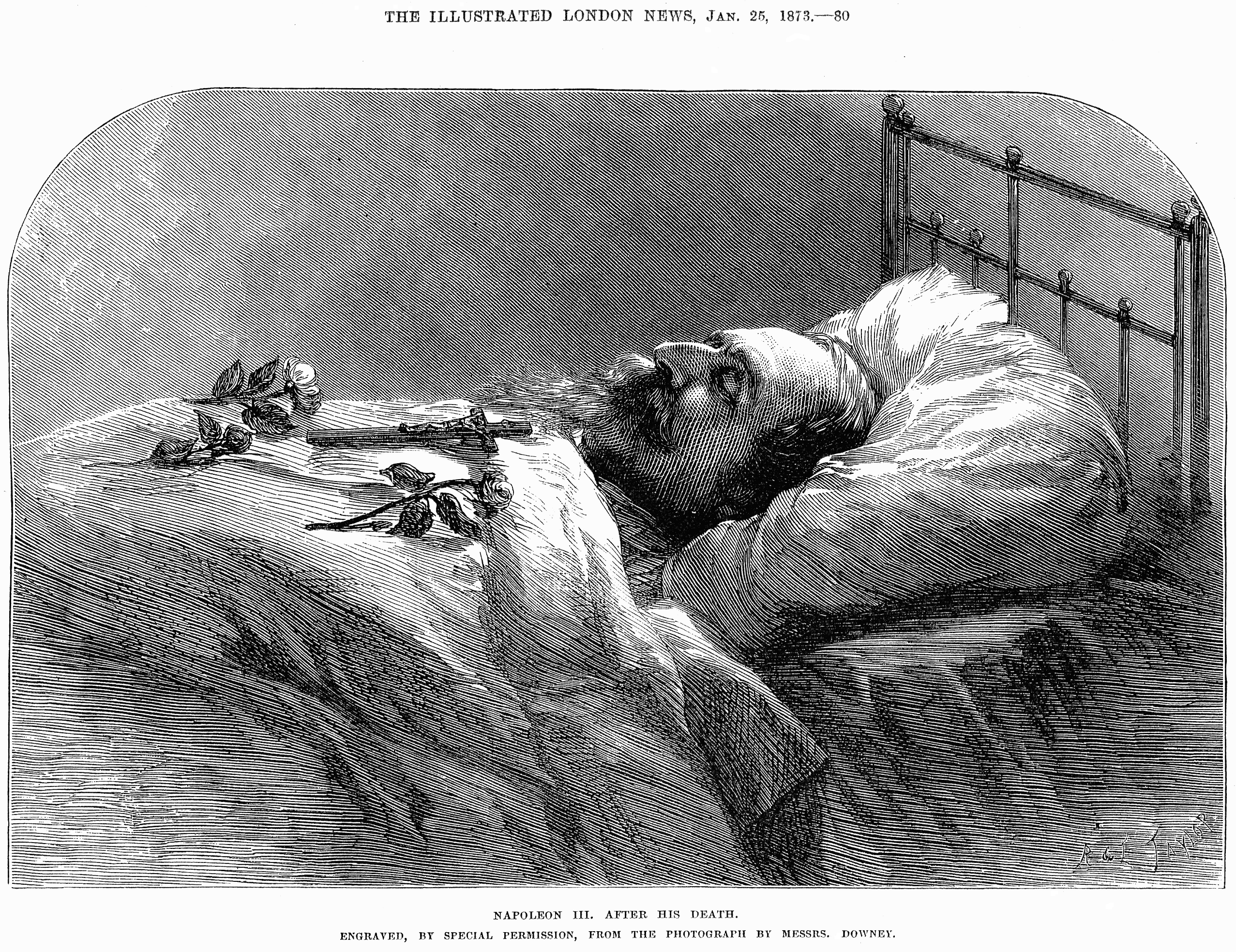
III. Napóleon a halálos ágyán (Illustrated London News, 1873. január 25.)

III. Napóleon az addig érvényesülő merkantilizmus helyett szabad versenyt hirdető gazdaságpolitikája meghozta gyümölcsét: csökkentek a fogyasztói árak, a francia ipar pedig modernizálódni kényszerült. 1852-től létesülhettek munkáspénztárak, 1854-ben törvényt hoztak a nyugdíjpénztárakról, 1864-ben a császár kifejezett támogatásával legalizálták a sztrájkokat, 1866-ban pedig a 75 évre betiltott szakszervezetek működését. A császárság idején emellett 23 millió frankot adományoztak a kórházaknak és segélyegyleteknek. A szegényebb néprétegek életszínvonala emelkedett. Franciaországban is kibontakozott az ipari forradalom: minden mutató megugrott, a vasút egységessé tette az ország piacát, az államkassza pedig évi 2 milliárd frankot takarított meg. Haussmann báró vezényletével kiépült a mai, modern Párizs váza – a császár ellenfelei szerint azért, mert a széles sugár- és körutakon könnyebben fel lehet oszlatni a forrongó tömegeket. (Erre azonban egyszer sem került sor Napóleon uralkodása alatt, hála a prosperitásnak és jólétnek.) Még a politikai rendszer is liberalizálódott: a „küldöttek” (a képviselő nevet eltörölték) egyre szélesedő jogkörre tettek szert az évek folyamán.
1859-ben teljes amnesztiát hirdettek, 1861-ben már a küldöttek beleszólhattak a költségvetés alakulásába, 1867-ben kiteljesedett a sajtószabadság, és a császári miniszterekkel is vitába szállhattak a delegátusok, 1870-ben pedig az ismét törvényhozási joggal felruházott képviselő-testületnek lett felelős a kormány. Franciaország egy erős végrehajtó hatalommal rendelkező parlamentáris monarchia lett. A liberális reformokat a népszavazáson a többség elfogadta, és a császárság 1870-ben hatalma csúcsán volt – még vagy négy hónapig.

## A II. császárság bukása
A baj ott kezdődött, hogy 1868-ban, II. Izabella spanyol királynő trónfosztása után Spanyolországban trónutódlási válság állt elő, az ország kormányzata külhoni személyt keresett uralkodónak. 1869-ben I. Vilmos német császár távoli rokonának, Hohenzollern-Sigmaringen Lipót hercegnek ajánlották fel a trónt. III. Napóleon diplomáciája erről lebeszélte a porosz királyt, aki a további biztosítékokat kérő francia követet elutasította. Bismarck provokatív jelentést készített, aminek hatására a francia közvélemény felhördült, és III. Napóleon minden vonakodása ellenére kénytelen volt hadat üzenni 1870. július 19-én. A császár ugyanis tudta, amit alattvalói nem: hogy az elavult mozgósítási rendszerű francia hadsereg kezdetben igen jelentős számbeli hátrányban lesz Poroszországgal szemben, ha annak német szövetségesei is részt vesznek a háborúban, ugyanis Franciaország azonnal csak 492 585 katona kiállítására volt képes, a francia tartalékot képező, második lépcsős 417 336 fős Mobil Gárda (Garde Mobile) mozgósítása hosszabb időt vett igénybe. Poroszország és német szövetségesei ellenben a háború kitörését követően 730 274 katona és a Landwehr 208 150  tartalékosának bevetésére voltak képesek.  
300 000 fős francia hadsereg nem veheti fel a versenyt a német államok (elsősorban Poroszország) 900 000, kiválóan felszerelt és kiképzett katonájával.
A császár saját bázisába bukott bele: a közvéleménynek nem mondhatott ellent, mert egész pályafutása a nacionalizmuson, a gloire (dicsőség) hajhászásán alapult, ráadásul a név is kötelezte: III. Napóleon, nagybátyja példáját követve a frontra utazott. Augusztus 2-án francia támadással kezdődött a porosz–francia háború, de a sorozatos vereségek hatására augusztus 12-én a császár lemondott a főparancsnokságról. Hadseregét Sedan mellett bekerítették, és szeptember 2-án III. Napóleon megadta magát, maga is porosz fogságba esett. Párizsban szeptember 4-én megbukott a bonapartizmus rendszere, felszámolták a császárságot és kikiáltották a köztársaságot. A volt uralkodó 1871 márciusában az angliai Chislehurstben telepedett le. Mindvégig élvezte Viktória brit királynő vendégszeretetét. 1873. január 9-én halt meg, két vesekőműtétet követően.